# Conceptus
Conceptus (Langtitel: Conceptus. Zeitschrift für Philosophie) war eine Fachzeitschrift der Philosophie. 
Sie wurde 1966 von Studenten der Universität Innsbruck begründet, entwickelte sich dann aber durch die Zusammenarbeit zwischen Professoren, Assistenten und Studenten mehrerer österreichischer und einiger deutscher Hochschulorte weiter. Conceptus erschien einmal jährlich, zuletzt im Verlag Walter de Gruyter. Die letzte Ausgabe der Zeitschrift erschien im Januar 2013.